# Maynacerus froeschneri
Maynacerus froeschneri är en insektsart som beskrevs av Pedro W. Lozada 1998. Maynacerus froeschneri ingår i släktet Maynacerus och familjen dvärgstritar. Inga underarter finns listade i Catalogue of Life.